# Herwig Böning
Herwig Böning (* 19. September 1640 in Duderstadt im Eichsfeld; † 17. September 1722 ebenda) war ein römisch-katholischer Priester. Er war von 1666 bis 1722 Stadtpfarrer an der St.-Cyriakus-Kirche in Duderstadt sowie Kommissarius für das zum Erzbistum Mainz gehörende Eichsfeld.

## Familie und Werdegang

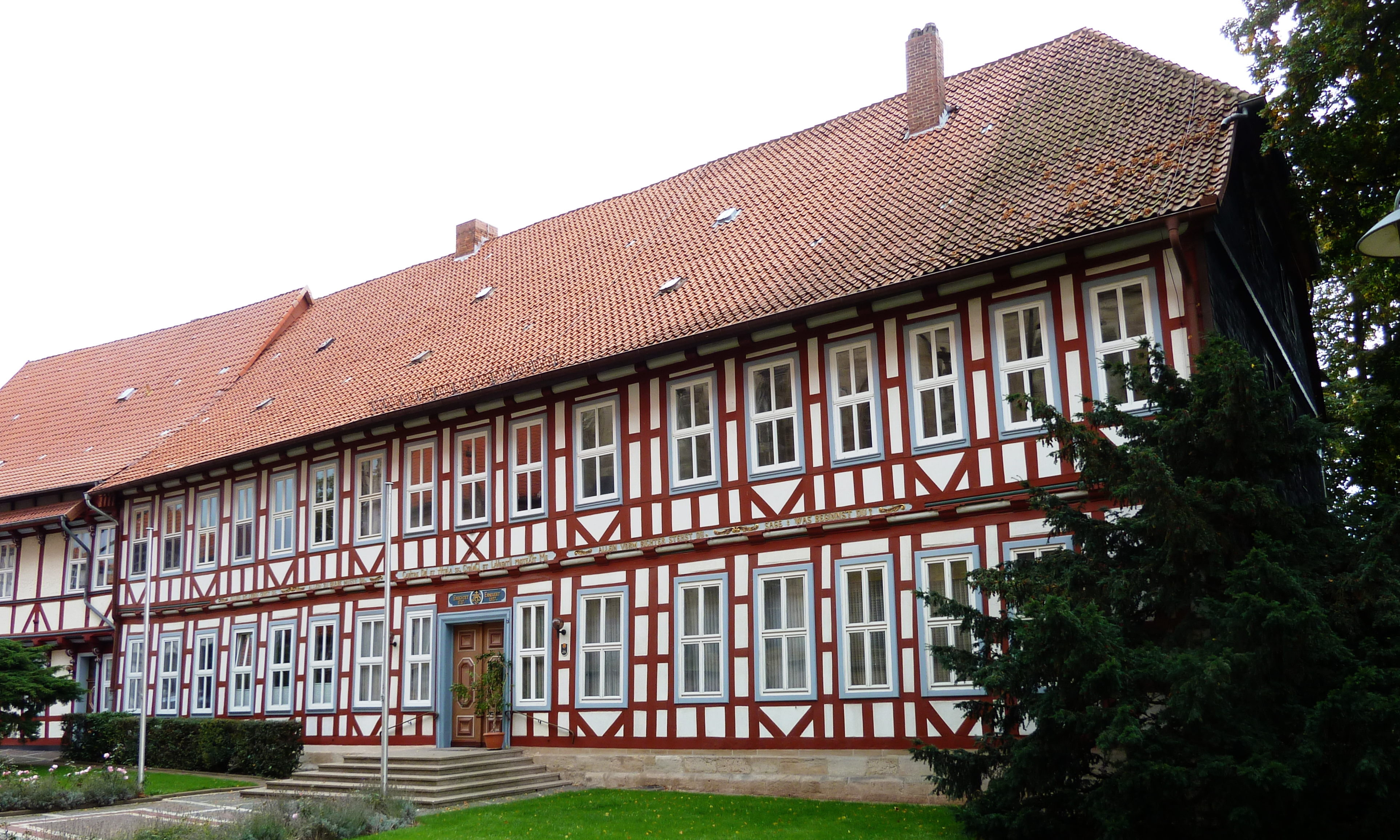
Ehemaliges Gymnasium 1667 von Kommissarius Herwig Böning erbaut, heute Pfarrei der St.-Cyriacus-Kirche

Böning war ein Sohn des Duderstädter Ratsherrn Friedrich Böning und dessen Ehefrau Sybilla.
Sein ältester Bruder Petrus Böning (* 18. März 1639, † 25. Januar 1690) trat 1659 nach dem Studium am Jesuitenkolleg in Heiligenstadt in den Jesuitenorden ein; nach verschiedenen Stationen der Lehrtätigkeit in Fulda, Bamberg, Ettlingen und Schlettstadt, kehrte er 1675 ins Eichsfeld nach Heiligenstadt zurück. In seinem jüngeren Bruder Christoph, der etwa zeitgleich Stadtschultheiß in Duderstadt war, hatte Herwig B. einen Weggefährten auf städtisch-kommunaler Ebene. Johann Christoph Böning hatte an der Universität in Erfurt studiert und promoviert und war mit Apollonia von Horn verheiratet.
Nach seinem Abitur am Jesuitenkolleg in Heiligenstadt studierte Herwig B. an der Universität Ingolstadt unter anderem Rechtswissenschaften, worin er im Alter von 24 Jahren promovierte.
Während seines Aufenthaltes in Mainz, im Jahre 1659, wurde der Mainzer Kurfürst und Erzbischof Johann Philipp von Schönborn durch den Rektor des Priesterseminars, Thile von Hatzfeld, auf Böning aufmerksam gemacht. Dieser schilderte ihn mit den Worten: „Er ist aus dem Holze geschaffen, daraus man Kirchenfürsten schnitzt.“ Nach der Priesterweihe blieb Böning zunächst in Mainz im Umfeld des Kurfürsten bis zu seiner Anstellung in seiner Heimat.

## Stadtpfarrer von Duderstadt und Kommissarius des Eichfeldes

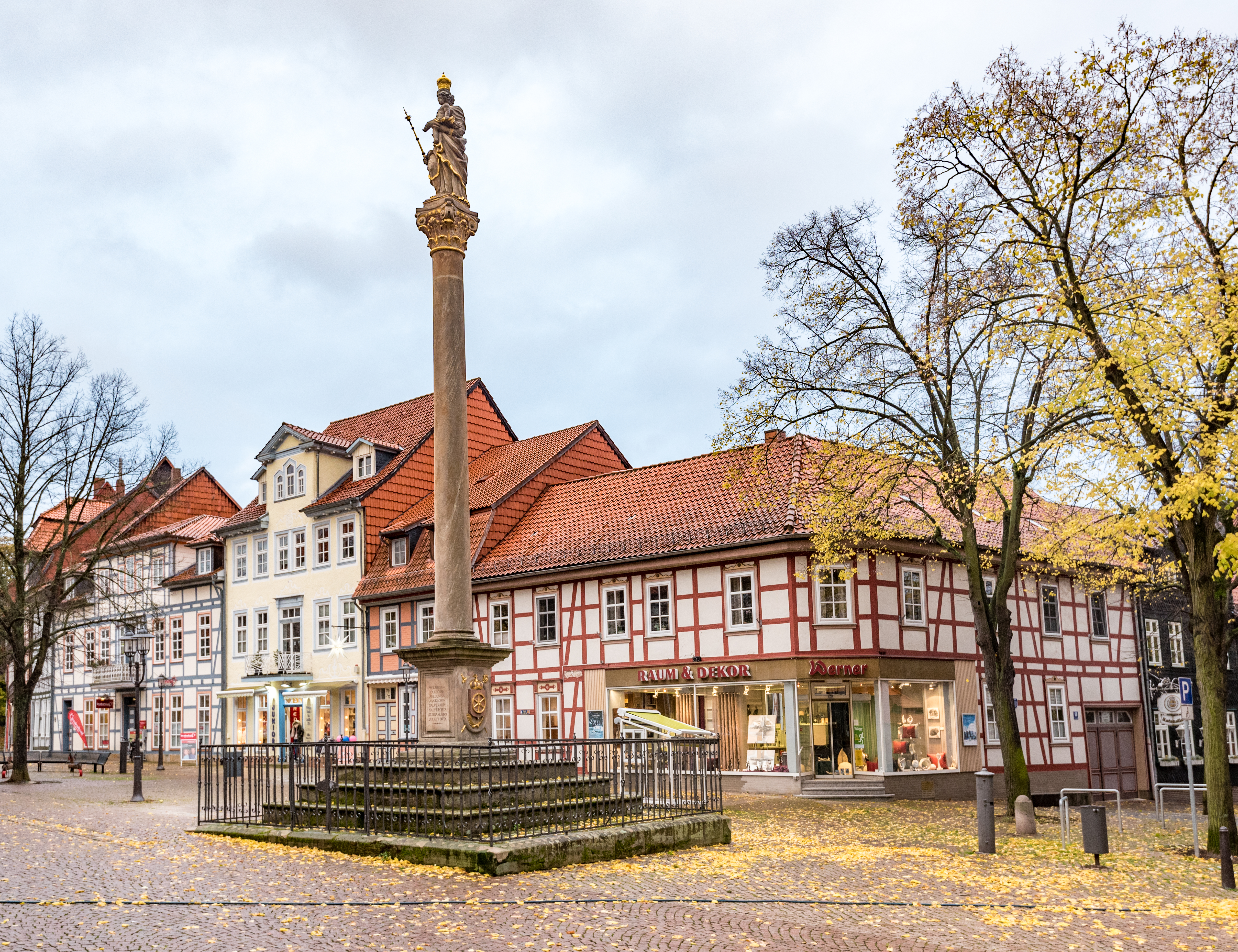
1711 ließ Böning diese Mariensäule als Dank für die Errettung vor der Pest errichten

Im Jahre 1666 ernannte ihn der Erzbischof Philipp zum Stadtpfarrer in Duderstadt sowie zum Erzbischöflichen Kommissarius des Eichsfeldes. Böning war zu der Zeit erst 26 Jahre alt. Sein Wirken in der Heimat kann als prägend und nachhaltig gelten. In der zweiten Hälfte des 17. Jahrhunderts waren durch die Folgen des Dreißigjährigen Krieges, ausgelöst durch die Wirren der Reformation, viele Bereiche des religiösen Lebens neu zu ordnen und zu beleben. Zahlreiche Gotteshäuser waren vernachlässigt oder in einem schlechten baulichen Zustand geraten. Böning regte bis zu seinem Lebensende den Neu- und Umbau vieler Gotteshäuser an und übernahm teilweise auch die Aufsicht über diese Bauprojekte. Dadurch entstanden im Eichsfeld etwa vierzig Dorfkirchen im barocken Stil neu oder wurden neu ausgestattet. Eines seiner größten Projekte, das ihn bis zum Ende seiner Amtszeit begleitete, war die aufwendige barocke Umgestaltung der Duderstädter Pfarrkirche St.-Cyriakus-Kirche. Besonders durch die Errichtung des großen barocken Hochaltares (1684–85 errichtet, 1877 entfernt) im Hochchor durch den Holzbildhauer Johann Andreas Gröber. Dazu zählen auch die überlebensgroßen Apostelfiguren (einschließlich des Apostels Paulus), ergänzt durch die Statuen des Guten Hirten sowie der Maria Immaculata. Diese fünfzehn überlebensgroßen Holzskulpturen entstanden zwischen 1678 und 1687 durch den Duderstädter Bildhauer Andreas Georg Kersten (um 1673–1713); sie prägen noch heute im Mittelschiff von den Emporen bis zum Hochaltar einen beeindruckenden Prozessionsweg.
Böning starb im Alter von 82 Jahren am Dienstag, 22. September 1722 nach längerer Krankheitsphase in Duderstadt. Dort ist er im Chorraum der St.-Cyriakus-Kirche, in der Nähe des Hochaltares, bestattet.